# Arhitectura Brașovului

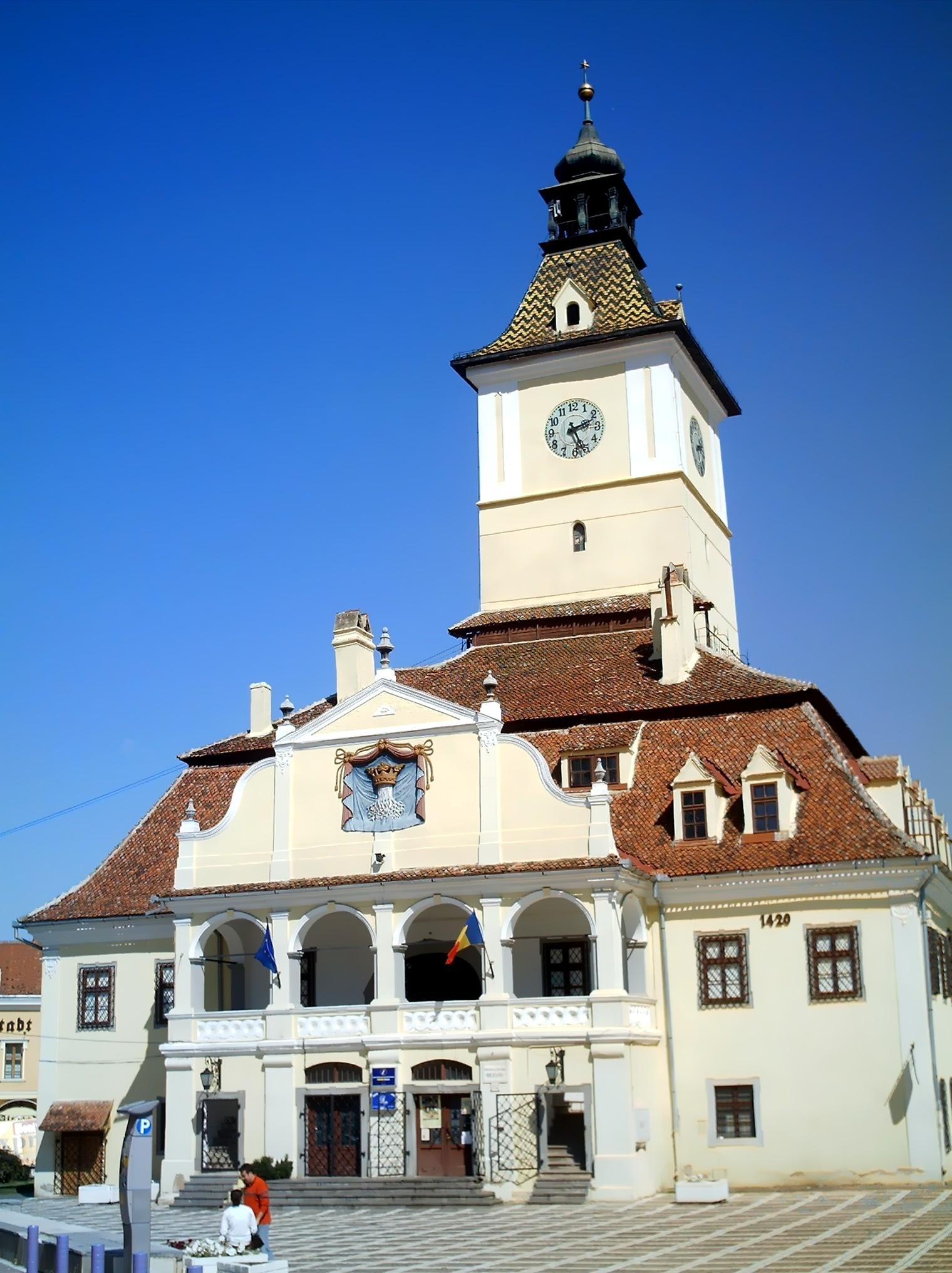
Casa Sfatului

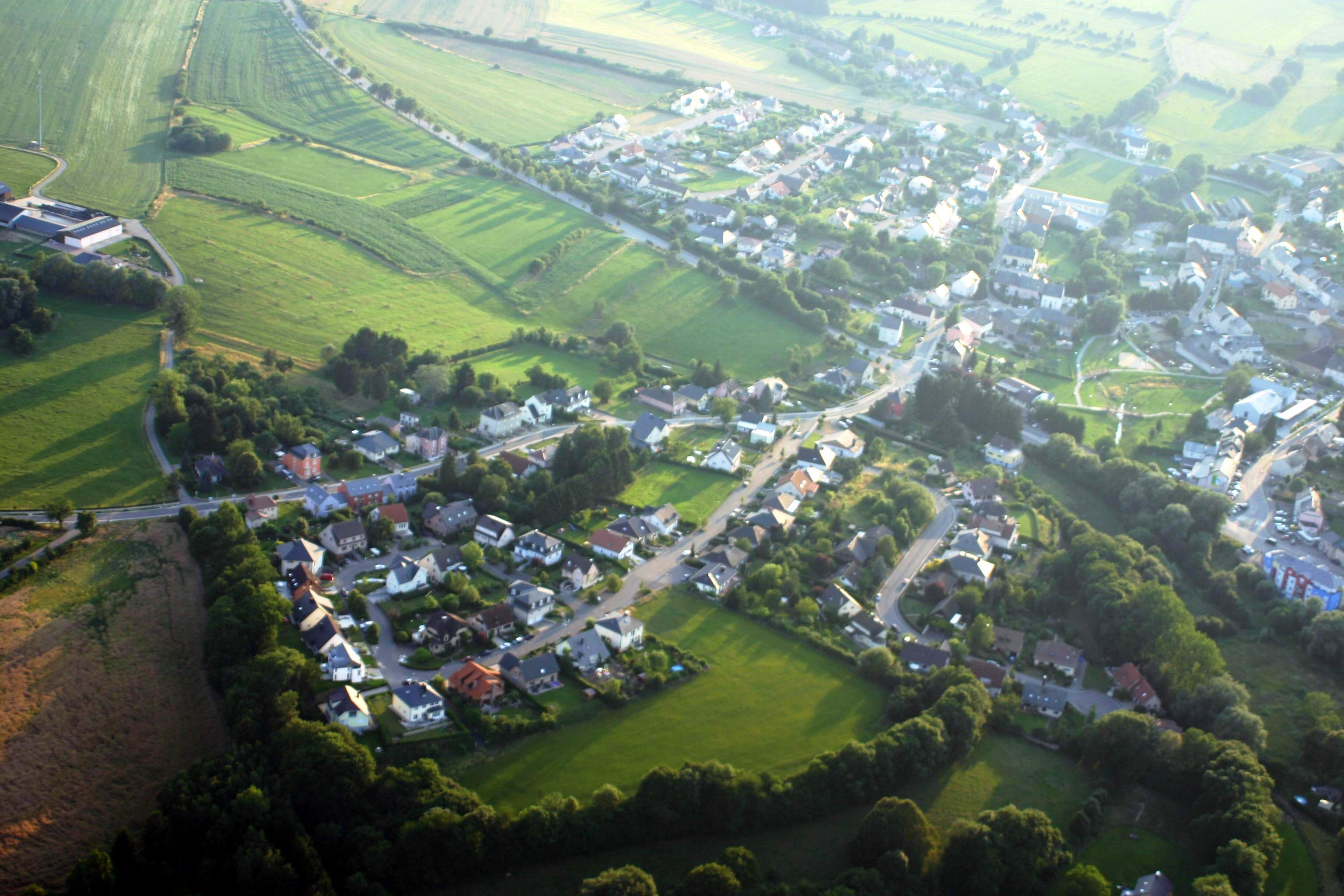
Vila Schuller

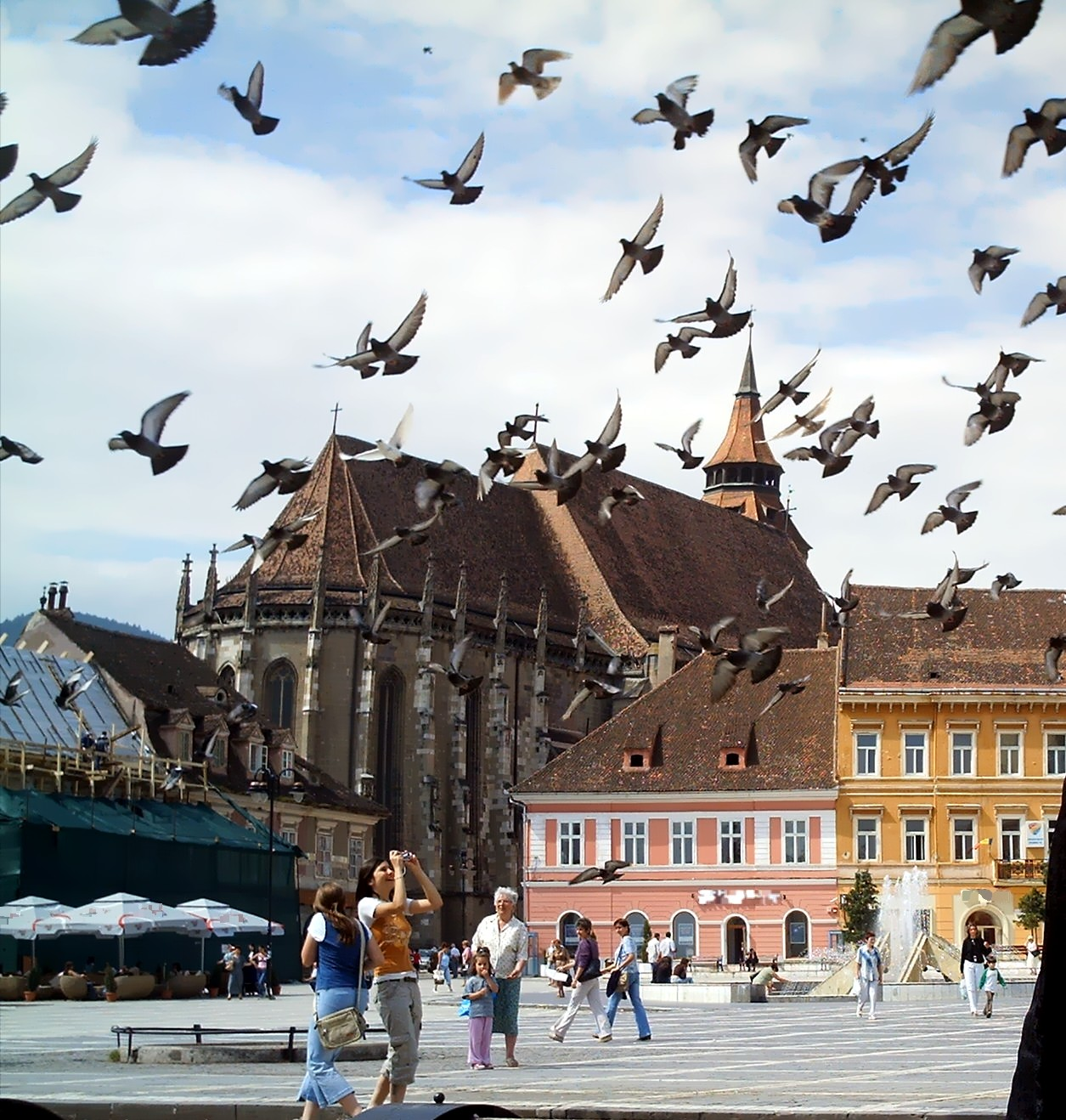
Biserica Neagră

Strada Republicii

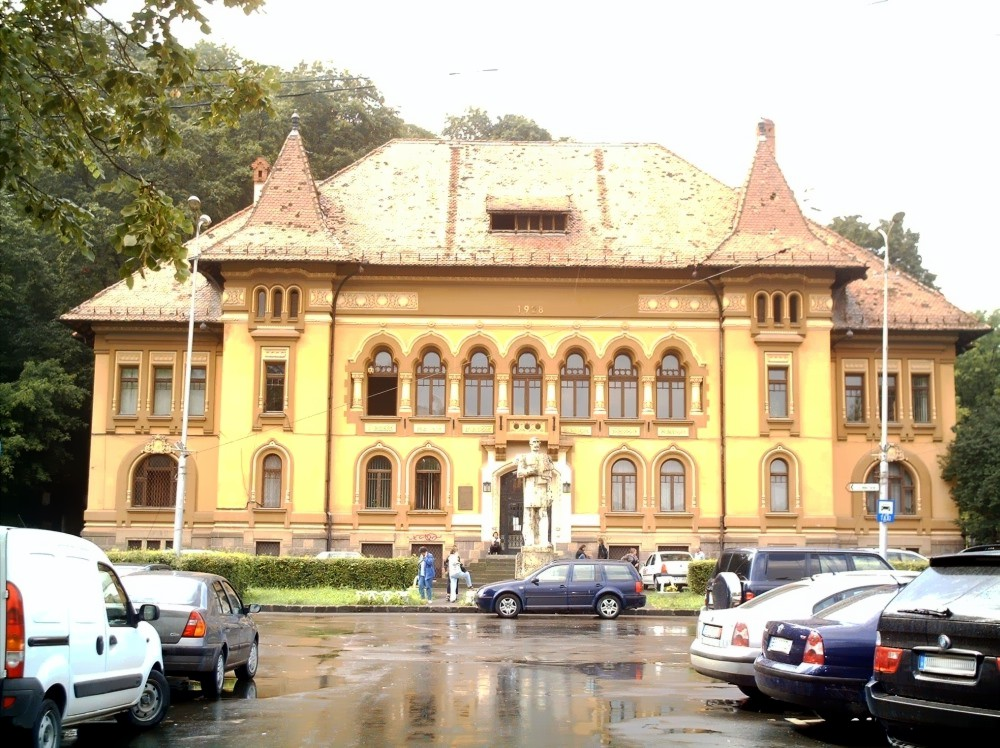
Biblioteca „G. Barițiu”

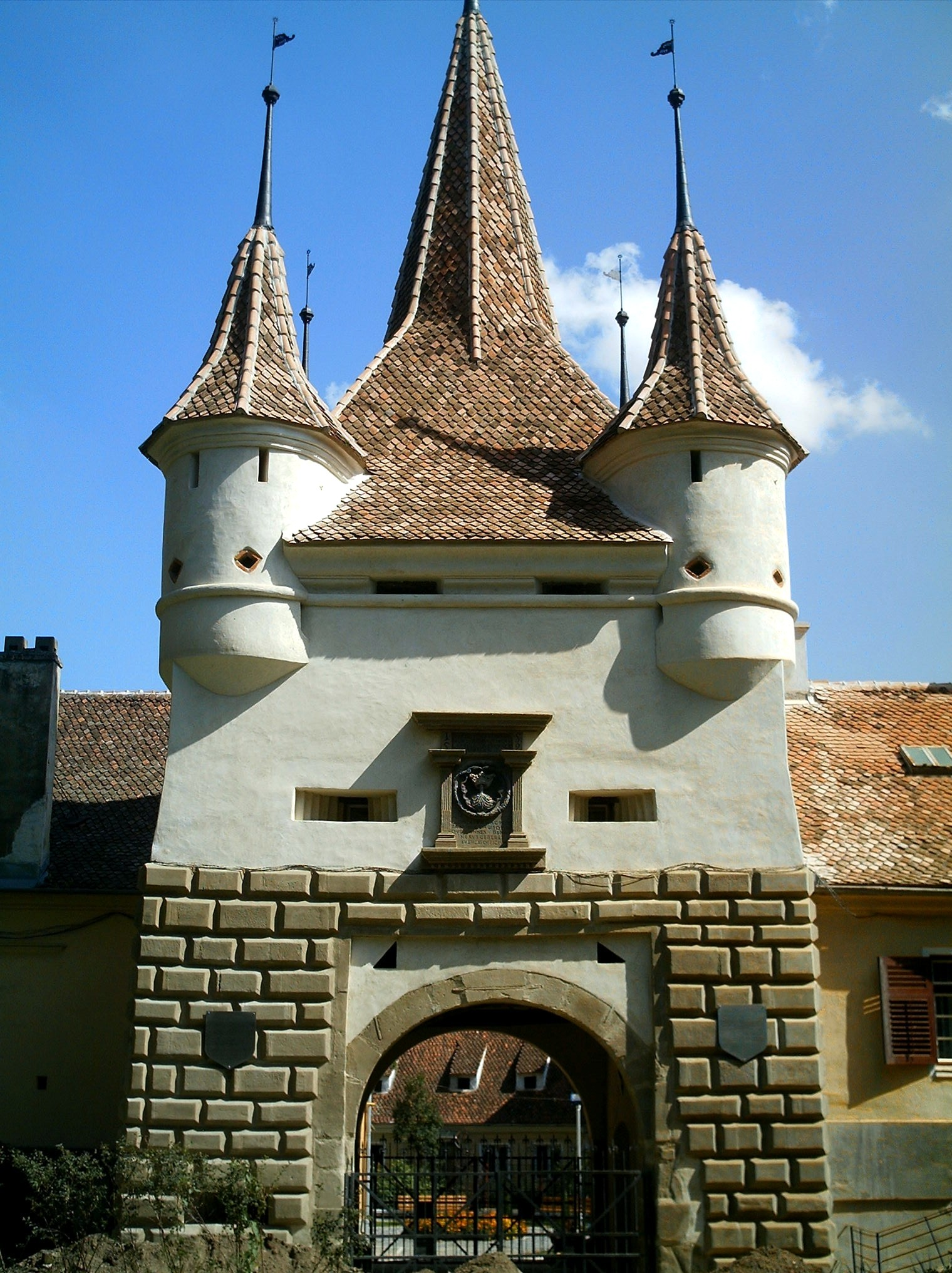
Poarta Ecaterinei

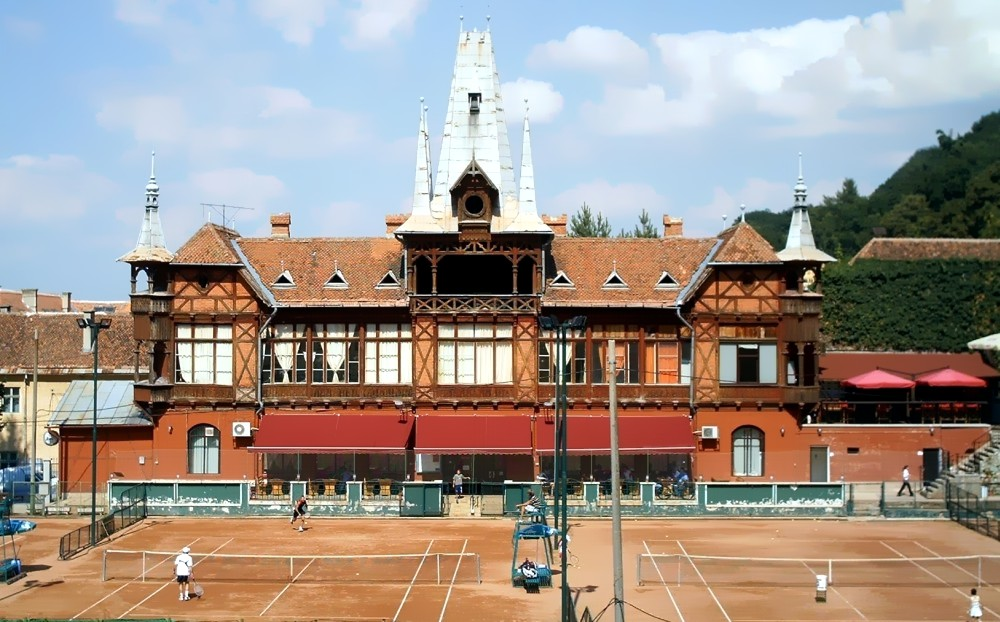
Complexul Olimpia

Dezvoltarea arhitecturii Brașovului s-a desfășurat, de-a lungul timpului, conform unor principii urbanistice bine stabilite, impuse de condițiile geografice ale Brașovului. Astfel, casele din Cetate se sprijină una pe alta, pe când cele din cartierele exterioare sunt mai răsfirate.
Clădirile medievale care s-au păstrat au de regulă un singur etaj, pereții exteriori sunt lipsiți de ornamente, iar ferestrele sunt mici, comparativ cu standardele moderne. Exceptând Biserica Sf. Bartolomeu (secolul XIII), Biserica Neagră (secolul XIV cu excepția boltei și a acoperișului) și fortificațiile (secolul XV), se pot aminti Casa Jekelius (str. Republicii nr. 17), Grânarul orașului (Piața Enescu 11bis), și casa de pe Str. Castelului nr. 42, toate datând din secolul XVI. 
În Cetate, construcțiile au fost ridicate conform unui plan urbanistic bine stabilit, impus de condițiile geografice în care se afla orașul. Aici, ca și în celelalte cartiere săsești, casele „se sprijină una pe alta”, fiind lipite între ele. Cele mai vechi case păstrate până astăzi prezintă bolte cu arcuri frânte, specifice stilului gotic, ori curbate, caracteristice perioadei de trecere către Renaștere. Cea mai mare parte a construcțiilor din cetate au fost afectate de marele incendiu din 21 aprilie 1689, provocat de armatele imperiale aflate în retragere. După incendiu ornamentele fațadelor au fost realizate în stil baroc, rococo vienez și clasicist. Multe din vechile elemente renascentiste au fost scoase din locurile lor inițiale și mutate, ori depozitate, în interiorul clădirii. Numeroase astfel de ornamente, cu inscripții, pot fi întâlnite la Muzeul Țării Bârsei, aflat în Bastionul Țesătorilor, sau în lapidariul din Biserica Neagră. 
Secolul XIX a adus o serie de transformări ale fațadelor, precum și apariția a noi clădiri în locul celor vechi, care au fost dărâmate. Predomină acum Art Nouveau-ul, neorenașterea, neobarocul și plastica eclectică. Iată câteva monumente reprezentative:
- Casa Sfatului (1420 – secolul XVIII, cu schimbarea acoperișului baroc în 1910): gotic, renascentist, baroc
- Biserica Neagră (1377 – 1477; secolul XVIII): gotic flamboyant, baroc
- Casa Negustorilor (1539 – 1545): ridicată inițial în stil renascentist, din care se mai păstrează doar stema orașului și blazonul familiei Hirscher. A suferit transformări esențiale în anii 1840–1842, 1857. Aspectul actual se datorează restaurărilor din anii '60.
- Biserica Romano-Catolică Sfinții Petru și Paul (1776–1782), pe locul unei biserici gotice din secolul al XIV-lea (probabil a mănăstirii dominicane), reconstruită în sec. al XVIII-lea în stil baroc.
- Biserica Sfântul Ioan, a călugărilor franciscani (secolul al XV-lea; cu transformări la începutul sec. al XVIII-lea): gotic, baroc
- Poarta Ecaterinei (1559) Poarta Șchei (1827): clasic și neoclasic
- Fosta reședință de vară a familiei Brukenthal (1850)
- Reduta (1893): neobaroc
- Casa Baiulescu

Câteva edificii reprezentative pentru secolul al XX-lea:
- Sinagoga Neologă (1901): stilul spaniol, cu elemente gotice și romanice
- Muzeul de artă
- Sinagoga Ortodoxă
- Palatul Știrbei.

În Șchei, casele păstrează, pe lângă plastica în stucatură, de factură barocă, porțile tradiționale din lemn, cu elemente de feronerie specifică, produsă de lăcătușii brașoveni (de remarcat ciocanele de bătut în poartă, în formă de șarpe). Unele dintre ele, o dată cu achiziționarea de către domnii din Țara Românească suferă o serie de transformări, căpătând stilul brâncovenesc sau baroc românesc. Monumente reprezentative ar fi:
- Biserica Sf. Nicolae, primul lăcaș de cult ortodox din Brașov (din lemn – secolul XIII; din piatră – 1495): gotic, renascentist, baroc
- Prima școală românească din Brașov (din lemn – secolul XIV; din piatră – secolul XV; modificări esențiale în perioada 1760 – 1761): baroc și neobaroc
- Colegiul Național „Andrei Șaguna” (1850): neoclasic
- Biserica Cuvioasa Parascheva din Groaveri (1874 – 1876): clasic
- Casa de pe strada Vasile Saftu, nr. 15, în stil baroc provincial. Inițial, era acoperită, pe toată suprafața exterioară, cu scene biblice pictate. Astăzi se mai păstrează doar două zone șterse, una reprezentând botezul lui Iisus Hristos.

În Brașovechi, casele sunt construite în același spirit de economie teritorială ca și cel din Cetate. Se remarcă porțile arcuite și casele tradiționale din secolul XIX. Doar câteva case au rezistat mai mult timpului, datând din secolele trecute. Predomină barocul, în stucatura celor din secolul XVIII, și Art Nouveaul, la cele din secolul următor. Se remarcă, de asemenea, monumentele:
- Biserica Sf. Bartolomeu (prima jumătate a secolului XIII, construită sub înrâurirea șantierului de la Cârța): romanic de tranzitie (cistercian), care îmbină vechiul romanic cu goticul
- Biserica Sf. Martin de pe Strajă (probabil secolul al XIII-lea; transformări la 1792) și casa parohială (care se presupune că ar fi fost vechea primărie, cea anterioară secolului XV) (secolul XIII – XIV): gotic
- Biserica Adormirea Maicii Domnului (1783): baroc

În Blumăna, clădirile vechi sunt puține. Majoritatea datează de la sfârșitul secolului XIX, începutul secolului XX. Predomină, cum era de așteptat, Art Nouveaul. Se remarcă:
- Bisericile evanghelice de pe strada Iuliu Maniu, numerele 2 și 20 (1777, respectiv 1783), care seamănă foarte mult între ele: baroc

În zona centrală, a instituțiilor, clădirile au fost construite la începutul secolului XX, în stilul Art Nouveau și neobaroc, specific monumentelor budapestane din aceeași perioadă. Menționăm aici Palatul de Justiție (Prefectura), Palatul Poștei, Palatul Finanțelor (Primăria), Palatul Soarelui, Palatul Friedrich Czell, Rectoratul.